# مرساوا
مرساوا  قرية سوريّة تتبع إداريّاً لمحافظة حلب منطقة عفرين ناحية شران، بلغ تعداد سكانها 264 نسمة حسب التعداد السكاني لعام 2004.